# 2. Deutsche Volleyball-Bundesliga 1978/79 (Frauen)
Die Saison 1978/79 der 2. Volleyball-Bundesliga der Frauen war die dritte Ausgabe dieses Wettbewerbs.

## 2. Bundesliga Nord
Meister und Aufsteiger in die 1. Bundesliga wurde der Godesberger TV. Auch der Zweitplatzierte Post SV Köln stieg auf. Absteigen mussten DJK Westen Berlin und TK Hannover. Der TV Neheim zog sich zurück.

### Mannschaften
In dieser Saison spielten folgende zehn Mannschaften in der 2. Bundesliga Nord der Frauen:
- DJK Westen Berlin
- VC Telstar Bochum
- ATSV Bremen 1860
- Godesberger TV
- TK Hannover
- Post SV Köln
- Uni Köln
- Lüner SV
- TV Neheim
- 1. VC Schwerte II

Absteiger aus der 1. Bundesliga war DJK Westen Berlin. Aus der Regionalliga stiegen ATSV Bremen 1860 und TK Hannover (Nord) sowie VC Telstar Bochum und TV Neheim (West) auf.

### Tabelle
|                         | Verein       | Spiele | Punkte  | Sätze   |
| ----------------------- | ------------ | ------ | ------- | ------- |
| 1.                      | Post Köln    | 18     | 32 : 4  | 51 : 13 |
| 2.                      | Godesberg    | 18     | 28 : 8  | 47 : 18 |
| 3.                      | Schwerte II  | 18     | 24 : 12 | 43 : 28 |
| 4.                      | Neheim (N)   | 18     | 22 : 14 | 36 : 37 |
| 5.                      | Uni Köln     | 18     | 16 : 20 | 32 : 36 |
| 6.                      | Lünen        | 18     | 16 : 20 | 31 : 38 |
| 7.                      | Bremen (N)   | 18     | 16 : 20 | 29 : 36 |
| 8.                      | Bochum (N)   | 18     | 14 : 22 | 35 : 42 |
| 9.                      | Berlin (A)   | 18     | 12 : 24 | 29 : 43 |
| 10.                     | Hannover (N) | 18     | 0 : 36  | 12 : 54 |
| Stand: Abschlusstabelle |              |        |         |         |

|     | Aufsteiger in die Bundesliga               |
|     | Absteiger in die Regionalliga bzw. Rückzug |
| (A) | Absteiger aus der 1. Bundesliga            |
| (N) | Aufsteiger aus der Regionalliga            |

## 2. Bundesliga Süd
Meister und Aufsteiger in die 1. Bundesliga wurde der ESV Neuaubing. Absteigen mussten Eintracht Frankfurt und PSV-BG Marburg.

### Mannschaften
In dieser Saison spielten folgende zehn Mannschaften in der 2. Bundesliga Süd der Frauen:
- TV Bretten
- TuS Durmersheim
- SG/JDZ Feuerbach
- Eintracht Frankfurt
- USC Freiburg
- TV Kornwestheim
- PSV-BG Marburg
- TSV 1860 München
- ESV Neuaubing
- TSV Vilsbiburg

Absteiger aus der 1. Bundesliga war ESV Neuaubing. Aufsteiger aus der Regionalliga waren der TV Bretten und TuS Durmersheim (Südwest) sowie SG/JDZ Feuerbach und der TSV Vilsbiburg (Süd).

### Tabelle
|                         | Verein          | Spiele | Punkte  | Sätze   |
| ----------------------- | --------------- | ------ | ------- | ------- |
| 1.                      | Neuaubing (A)   | 18     | 36 : 0  | 54 : 9  |
| 2.                      | Feuerbach (N)   | 18     | 30 : 6  | 48 : 22 |
| 3.                      | München         | 18     | 24 : 12 | 40 : 31 |
| 4.                      | Freiburg        | 18     | 22 : 14 | 39 : 24 |
| 5.                      | Vilsbiburg (N)  | 18     | 18 : 18 | 37 : 39 |
| 6.                      | Durmersheim (N) | 18     | 16 : 20 | 34 : 37 |
| 7.                      | Kornwestheim    | 18     | 14 : 22 | 32 : 38 |
| 8.                      | Bretten (N)     | 18     | 8 : 28  | 19 : 46 |
| 9.                      | Frankfurt       | 18     | 6 : 30  | 19 : 47 |
| 10.                     | Marburg         | 18     | 6 : 30  | 18 : 47 |
| Stand: Abschlusstabelle |                 |        |         |         |

|     | Aufsteiger in die Bundesliga    |
|     | Absteiger in die Regionalliga   |
| (A) | Absteiger aus der 1. Bundesliga |
| (N) | Aufsteiger aus der Regionalliga |